# برج آرامگاه علاءالدین
برج علاءالدین یا برج علاءالدوله بنایی تاریخی مربوط به دورهٔ ایلخانیان است و در اواخر سدهٔ ۷ ه‍.ق که در مرکز شهر ورامین، در شمال مسجد جامع ورامین ساخته شده‌است. این بنا امروزه در ضلع جنوب شرقی میدان اصلی ورامین قرار دارد. این بنا در تاریخ ۱۵ دی ۱۳۱۰ با شمارهٔ ثبت ۱۷۷ به‌عنوان یکی از آثار ملی ایران به ثبت رسیده‌است.

## پیشینهٔ تاریخی
این برج مدفن حسن علاءالدوله حاکم وقت ری است. بر اساس آنچه در کتیبه ذکر شده‌است، حسن علاءالدوله در چهارم صفر ۶۷۵ هجری قمری در گذشته و پسرش فخرالدین بر روی قبر او برجی بنا کرد که از نظر معماری سبکی کاملاً منحصر به فرد دارد. تاریخ اتمام ساخت این برج سال ۶۸۸ هجری قمری (۶۶۷ هجری شمسی) مقارن با اواخر سلطنت ارغون خان است.

اجداد فخرالدین، پسر علاء الدوله، از فرمانروایان ری بوده‌اند. بعد از ساخت برج، فخرالدین پسر علاءالدوله نیز به حکومت بغداد گمارده شد. او در سال ۶۹۱ به سمت بغداد رفت و در سال ۷۰۹ در آن شهر در گذشت. پدر و پسر علاءالدوله هر دو لقب فخرالدین داشته‌اند. حسن علاءالدوله با علاءالدوله سمنانی از بزرگان تصوّف ایرانی و از شاعران و نویسندگان سده‌های هفتم و هشتم هجری قمری نیز خویشاوند بوده‌است؛ زیرا علاءالدوله عمویی داشت به نام سید جمال‌الدین قاسم بن جمال‌الدین محمد که در ورامین اقامت داشت و تنها دخترش، زهره را به حاکم سمنان داد و از آن دختر، دو پسر به نام ملک جلال‌الدین و ملک شرف‌الدین به دنیا آمدند که علاءالدوله سمنانی فرزند اوست.

با توجّه به کتاب انساب الاشراف نسب علاءالدوله به سجاد، امام چهارم شیعیان، می‌رسد. خانوادهٔ علاءالدوله در منطقه نفوذ زیادی داشتند و تعدادی از آن‌ها در ورامین و مناطق دیگر فرمانروا بوده‌اند و از خود آثاری به جا گذاشته‌اند که معروف‌ترین آن‌ها بنای امامزاده یحیی است که فخرالدین، پسر علاءالدوله بنا کرده‌است. فخر الدین پسر علاءالدوله در عصر اباقاخان مغول و به توصیهٔ خواجه نصیرالدین طوسی، شهزادهٔ ارغون شد و به پشتیبانی او در شمار ملوک ری درآمد و در ری مقام سروری یافت.

مدفون این بقعه جزو معدود مواردی است که مردم ورامین آن را به نام امامزاده نمی‌شناسند و آن را عموماً برج یا بقعه علاءالدوله معرفی می‌کنند. برخی از معمران منکر وجود قبری در آن شده ولی برخی وجود قبر را در آن رد نکرده بلکه آن را متعلق به رهگذری می‌دانند که در اوایل قرن چهاردهم شمسی بعد از فوت در این محل دفن شده‌است.

## خصوصیات معماری

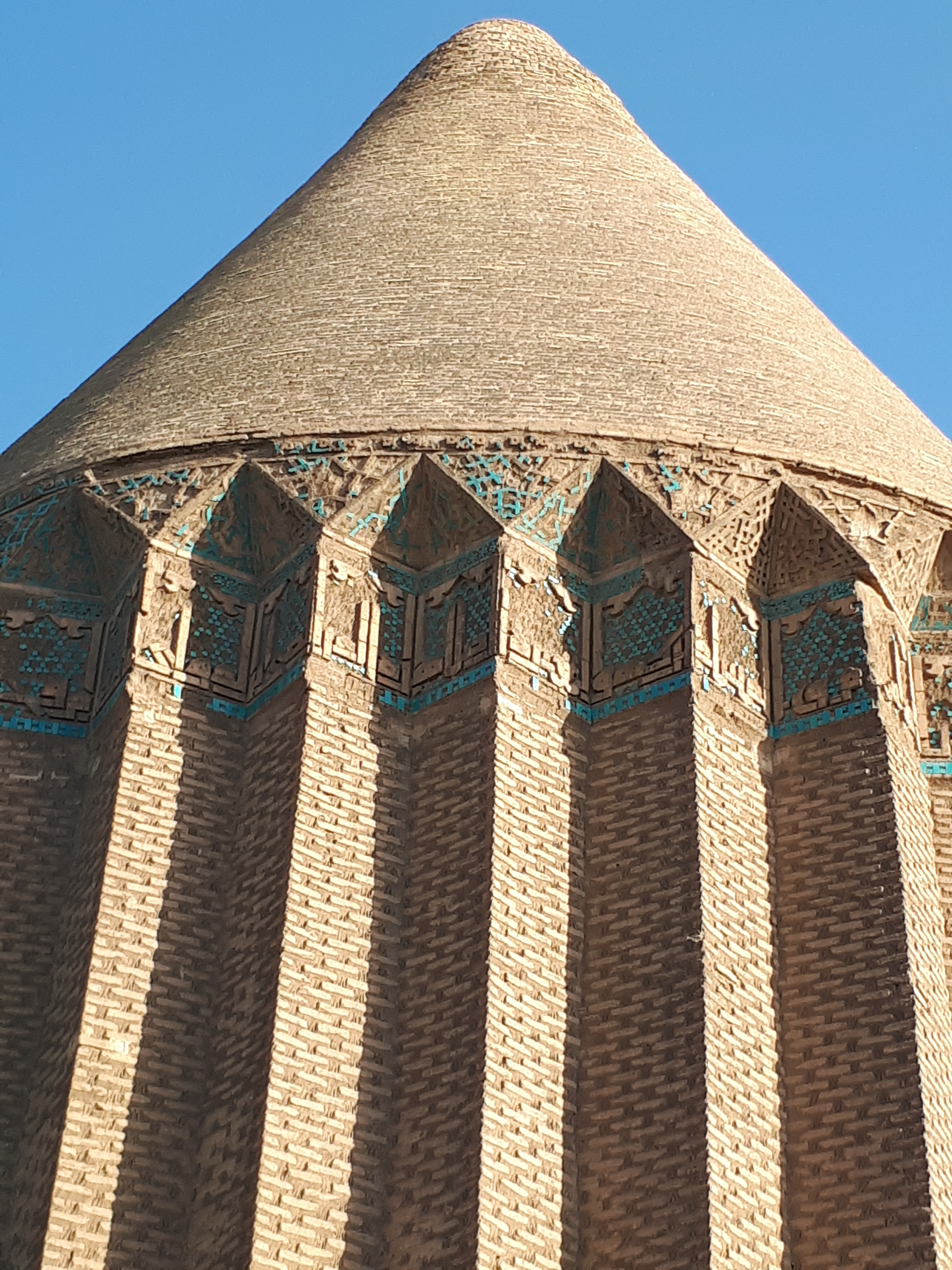
معماری برج علاءالدوله ورامین

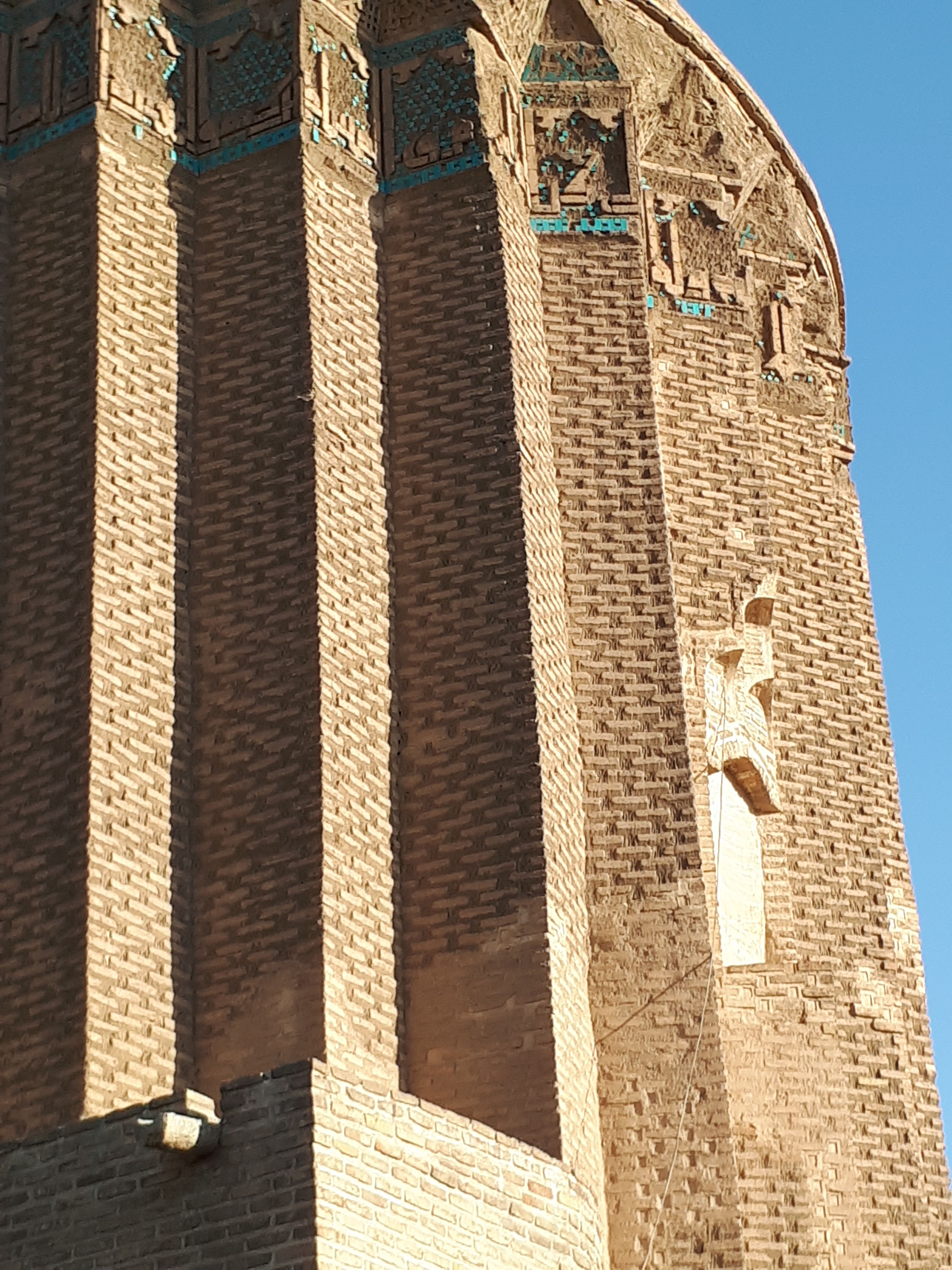
معماری برج

بنای برج علاءالدین به سبک و روش سلجوقی ساخته شده‌است، البته این سبک مدّت‌ها قبل یعنی از دورهٔ سامانیان آغاز شده بود و در دوران سلجوقی تغییرات قابل ملاحظه‌ای یافت. از نظر شیوه‌های تزئینی، در این برج از فن کاشیکاری، گچکاری و آجرکاری برای تزئین بنا استفاده شده‌است. تزئینات کاشیکاری این برج، در یک باند کتیبه و سطوح مثلثی بالای آن تمرکز یافته‌است. در زمینهٔ کتیبه، با به‌کارگیری قطعات کوچک کاشی مربع شکل با لعاب آبی، شبکه‌ای منظم از شش ضلعی ایجاد گشته و متن شبکه با تزئینات گچی قالب زده شده‌است. این برج‌ها با مقاطع ستاره‌ای شکل میلهٔ اصلی آن‌ها و نوک مخروطی یا ناتمام تقلید از سبک «چادر» است که مخصوص بسیاری از ساختمان‌های این دوره است. این بنا شبیه گورهای سلطنتی است و ارتباطی با بناهای مذهبی نداشته‌است؛ بلکه به منظور جلوگیری از تخریب جسد ساخته می‌شده‌است. جنازه‌ها در این نوع بناها عمدتاً در سرداب نگهداری و کمتر به دفن آن اقدام می‌شده‌است.
برج علاءالدوله ورامین یکی از قدیمی‌ترین نمونه برج‌های آرامگاهی کشور است. یکی از ویژگی‌های منحصر به فرد ساخت این برج، تزئینات خارجی آن است که به وسیله کاشی‌های فیروزه‌ای و شمسه‌های آجری که از اختلاط رنگ‌های فیروزه‌ای، لاجوردی و آجری رنگ تشکیل شده، پوشیده شده‌است.
شکل ظاهری برج از دو قسمت استوانه‌ای چند ضلعی و گنبد مخروطی شکل تشکیل می‌شود. گنبد این برج مخروطی شکل، بر فراز شبستان مدور ساخته شده که از ویژگی گنبدهای دوره سلجوقی و ایلخانی است. گنبد این برج دو پوششی است، گنبد داخلی نیمه بیضوی است و بدون واسطه بر روی بدنه واقع شده‌است و پوشش خارجی که آجری است به واسطه سه‌کنج‌های بدنه بر روی پره‌ها و دندانه‌های بدنه واقع شده‌است. آجر چینی گنبد خارجی به صورت معمولی و رگ چین اجرا شده و تنها در رأس؛ ناحیه‌ای با طرح جناغی است که از فرو رفتگی بعضی از آجرها پدید آمده‌است در بالای سقف روزنه‌ای به منظور تأمین روشنایی و تهویه بنا بین سقف بیرونی و داخلی تعبیه شده‌است.
در قسمت غربی این برج، کمی پائین‌تر از مخروط سقف دریچه‌ای با قوس جناغی بر روی یکی از دندانه‌ها ساخته شده‌است که این دریچه ورودی پلکانی مارپیچی است در ضخامت دیوار برج ساخته شده و در فاصله بین دو پوش گنبد یعنی سطح فوقانی گنبد داخلی و سطح داخلی گنبد خارجی ختم می‌شود. برای دسترسی به این پلکان که ظاهراً به منظور بازرسی، نگهداری و تعمیر بنا مورد استفاده بوده، به نردبان نیاز است. در این برج دو ورودی، ارتباط فضای داخل و خارج برج را برقرار می‌سازد. یکی در جبههٔ جنوب غربی با درگاهی مستطیل شکل و طاقی تیزه دار که کوتاه است و تمام سطح سردر که در فاصلهٔ بین چهار پره گسترش یافته، گچ اندود شده‌است. در زیر طاق اصلی سر در و با فاصله‌ای از آن، طاق نوک تیز دیگری با کاربری ساده گچی است که همهٔ آن به دوره‌ای جدیدتر از اصل بنا متعلّق است. ورودی دیگر برج در جبههٔ شمالی و از طریق ایوان کم عمقی است که با بنای برج تلفیق شده‌است.
در زیر اتاق برج سردابه‌ای وجود دارد که پائین‌تر از سطح زمین واقع شده‌است که از نظر نقشه، طرح چلیپای ایرانی یا بعلاوه (+) دارد. طرح چلیپا در این برج، به صورت بسیار منظم و دقیق داخل یک دایره محاط شده‌است. هر یک از بازوهای چلیپا با طاقی ضربی پوشش شده که تداوم این پوشش در بخش میانی، طاق چهار بخش مرکزی را ساخته‌است. کل ارتفاع سردابه از کف تا نقطهٔ تیزهٔ طاق، ۹۲/۲ سانتی‌متر و ارتفاع سکوهای جانبی، یعنی ارتفاع از کف تا پاکار قوس، ۱۰۴سانتی‌متر است. از این نقطه با ۵ سانتی‌متر عقب‌نشینی، استوانهٔ اصلی برج آغاز می‌گردد که به صورت یکنواخت تا ارتفاع۷۱/۱۱متری، یعنی پاکار گنبد داخلی، بالا می‌رود. محل پاکار گنبد داخلی حدود ۵ سانتی‌متر پیش نشسته‌است. ارتفاع گنبد داخلی از محل پاکار تا نقطهٔ تیزهٔ گنبد، ۴۰/۴متر است. دیوار استوانهٔ داخلی برج از کف تا پاکار گنبد داخلی سر سفتی دارد که در جبههٔ غربی، ۵ سانتی‌متر و در جبههٔ شرقی، ۲۸ سانتی‌متر است. با توجه به اینکه این سر سفتی عموماً در ساختمان برج‌های آرامگاهی در تمام جهات در اصل به صورت یکنواخت اجرا می‌شده، این عدم تقارن احتمالاً نشانهٔ وجود حرکتی جزئی در بناست. دیوارهای داخلی، آجری است که به صورت معمول و یکنواخت انجام گرفته و روی آن در اصل با کاهگل اندود و سپس با گچ سفیدکاری شده بوده‌است. ارتفاع این سردابه ۱۹۲ سانتی‌متر است.
بنا در قسمت خارج ۳۲ برجستگی دارد که درِ جنوبی آن در اصل وجود نداشته‌است. این بنا از داخل کاملاً دایره‌ای است. این برج از یک قسمت استوانه‌ای شکل ساخته شده و قسمت مخروط شکلی که بر روی قسمت استوانه‌ای است. ارتفاع قسمت استوانه‌ای ۲ متر و ارتفاع قسمت مخروطی ۵ متر است که روی هم رفته ۱۷ متر می‌شود. پایهٔ برج بر روی پایهٔ مدور آجری بنا شده که در کل متشکّل از ۹ ردیف آجر است و نوک دندانه‌ها مماس بر دایرهٔ قاعده قرار دارد. ارتفاع بنا از کف سردابه تا آخر آن ۲۷ متر است حرکت عمودی دندانه‌ها، آن را مرتفع‌تر می‌نمایاند.

## کتیبه برج علاءالدوله
تاریخ بنای برج علاءالدین در کتیبه‌ای که در محل اتصال بخش استوانه‌ای به بخش مخروطی برج قرار گرفته درج شده‌است که نشان می‌دهد ساخت برج مربوط به اواخر قرن ۷ هجری قمری است. امروزه بیشتر بخش آغازین کتیبه از بین رفته یا قابل خواندن نیست. کتیبه از جبهه جنوبی شروع می‌شود و مصالحی که برای نوشتن کتیبه مورد استفاده قرار گرفته آجر تراشیده‌است که با طرح‌های شبیه به برگ مزیّن شده‌است. متن کتیبه از این قرار است:
بسم الله الرحمن الرحیم… ذکره… امره… الاسلام… الانام علاءالدوله و دین رکن الاسلام و المسلمین کهف العتره المرتضی ابن المولی الاعظم فخرالدوله و دین حسن الحسینی الورامینی رضوان الله علیه و (علی) ارواح اجداده مغن الاکام بحمد و آله مصابیح العلام توفی فی اربع صفر سنه خمس و سبعین و ستمایه و تم هذه القبه فی سنه ۶۸۸، الورامینی رضوان الله علیه و علی ارواح اجداده مفن الاکام به محمد و آله مصابیح الظلام
ترجمه متن کتیبه:
به نام خداوند بخشنده و مهربان… علاءالدوله و دین تکیه‌گاه اسلام و مسلمانان آرامگاه فرزند مرتضی پسر مولای بزرگوار، فخرالدوله و دین حسن حسینی ورامینی که خداوند به حق محمد و آل محمد که چراغ هدایت هستند، بهشت را جایگاه او (علاءالدین) و اجدادش فرماید در هفتهٔ اول صفر سال ۶۷۵ وفات کرد و این بنا در سال ۶۸۸ به پایان رسید. ورامینی (که خداوند بحق محمد و آل او که کلید (چراغ) در تاریکی‌ها هستند) بهشت را قسمت او و اجدادش بفرماید.

## کاربری کنونی بنا

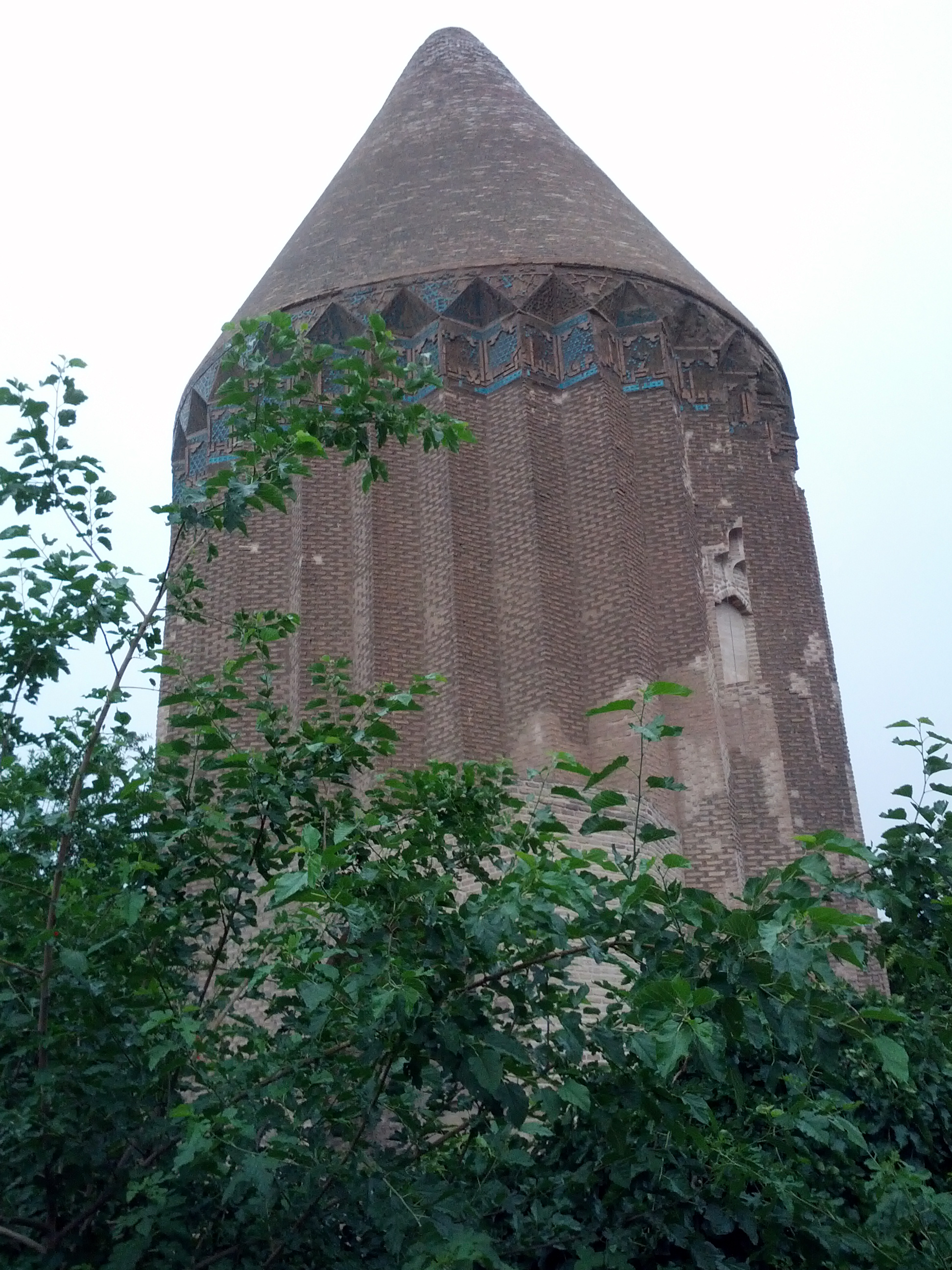

هم‌اکنون مسئولان شهری در محل این اثر تاریخی نمایشگاه‌های مختلف به صورت موقت برگزار می‌کنند.

## در ادبیات

برج علاءالدین در سال ۱۳۰۳ خورشیدی؛ عکاس والتر میتل‌هولتسر

صادق هدایت نویسنده معاصر در داستان سگ ولگرد در حدود سال ۱۳۲۰، برج علاءالدوله را چنین وصف کرده‌است:
«... تنها بنایی که جلب نظر را می‌کرد برج معروف ورامین بود که نصف تنهٔ استوانه‌ای ترک ترک آن با سر مخروطی پیدا بود. گنجشک‌هایی که لای درز آجرهای ریخته آن لانه کرده بودند، آن‌ها هم از شدّت گرما خاموش و چرت می‌زدند فقط صدای نالهٔ سگی فاصله به فاصله سکوت را می‌شکست.»
همان‌طور که از نوشتهٔ صادق هدایت پیداست این بنا در طول صدها سال دچار فرسایش شده بوده‌است. البته در سال‌های اخیر بر روی برج عملیات مرمت‌سازی صورت گرفته‌است.
دونالد ویلبر، پژوهشگر تاریخ معماری ایرانی و اسلامی در اردیبهشت سال ۱۳۱۸ از بنا بازدید کرده و در مورد آن می‌نویسد:
«این بنا در سال ۱۲۹۸ میلادی (۶۸۸ه‍.ق) بنا شده‌است. تزئینات این مقبره از لحاظ تنظیم دقیق جزئیات قابل توجّه است و تناسب تزئینات آن با برج و ظرافت‌های کار، بر آثار دوران گذشته برتری دارد و تزئینات لعابدار کاشیکاری در اوج تکامل خود نشان داده شده‌اند.»

## نگارخانه

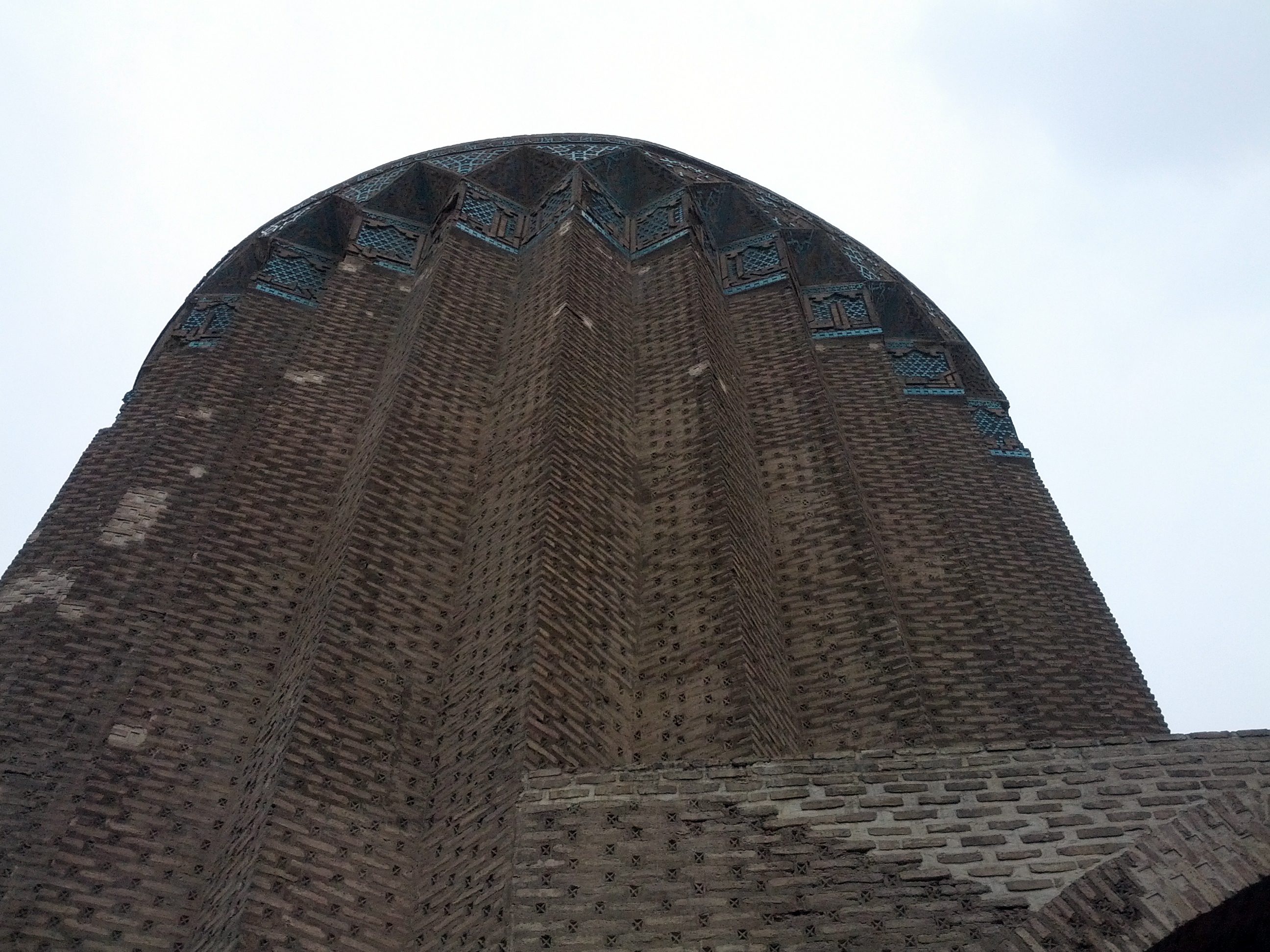
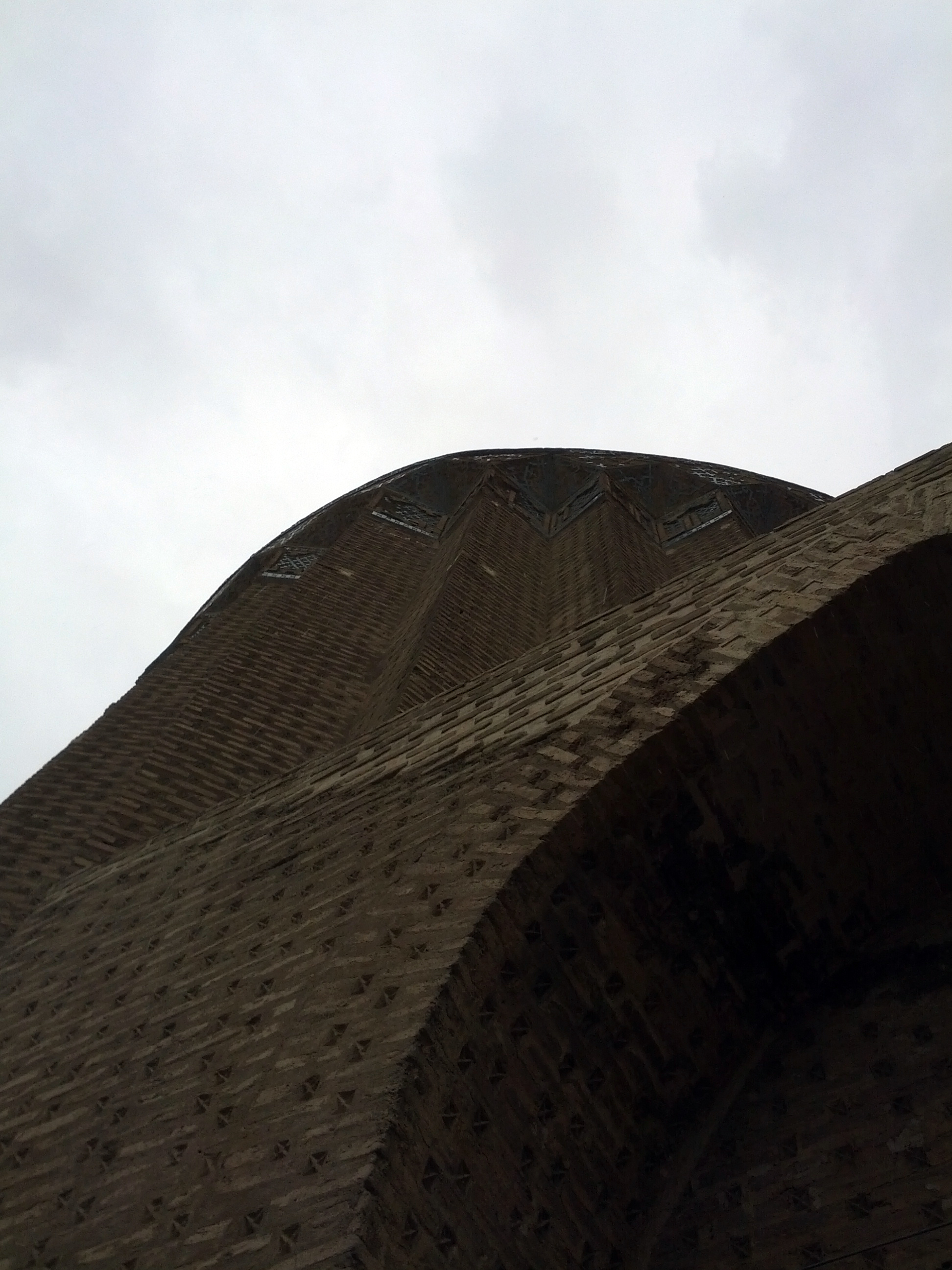
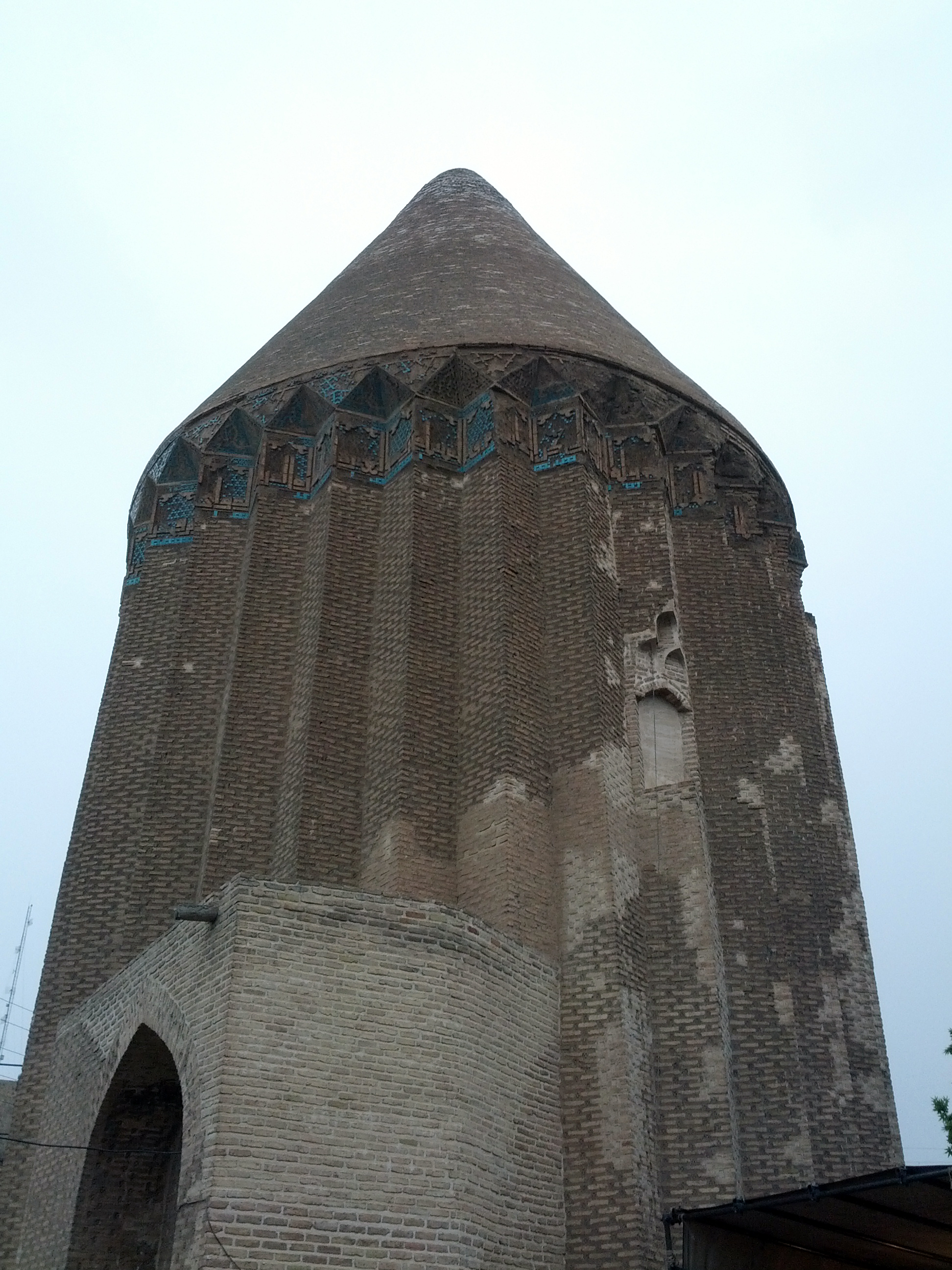
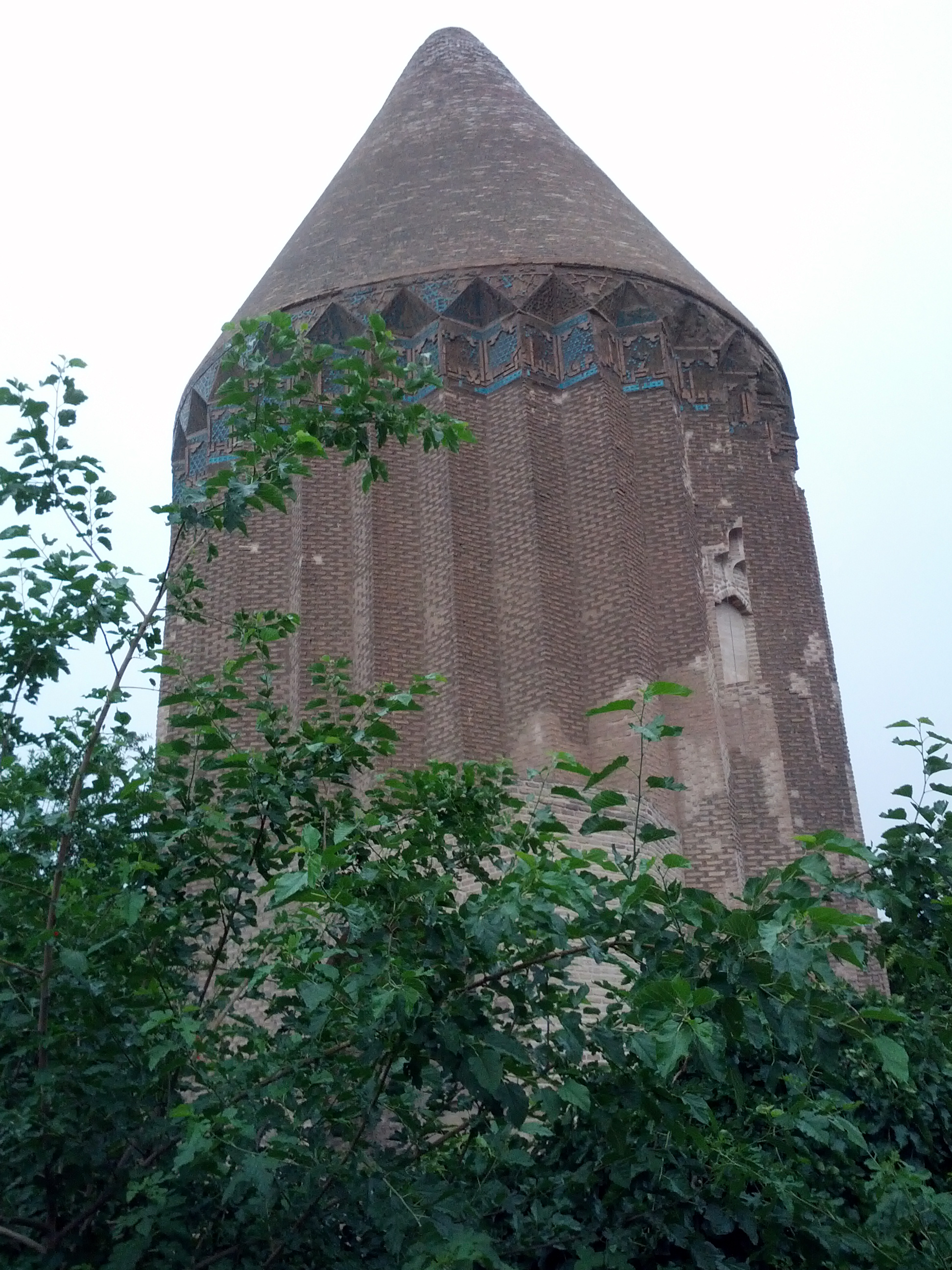
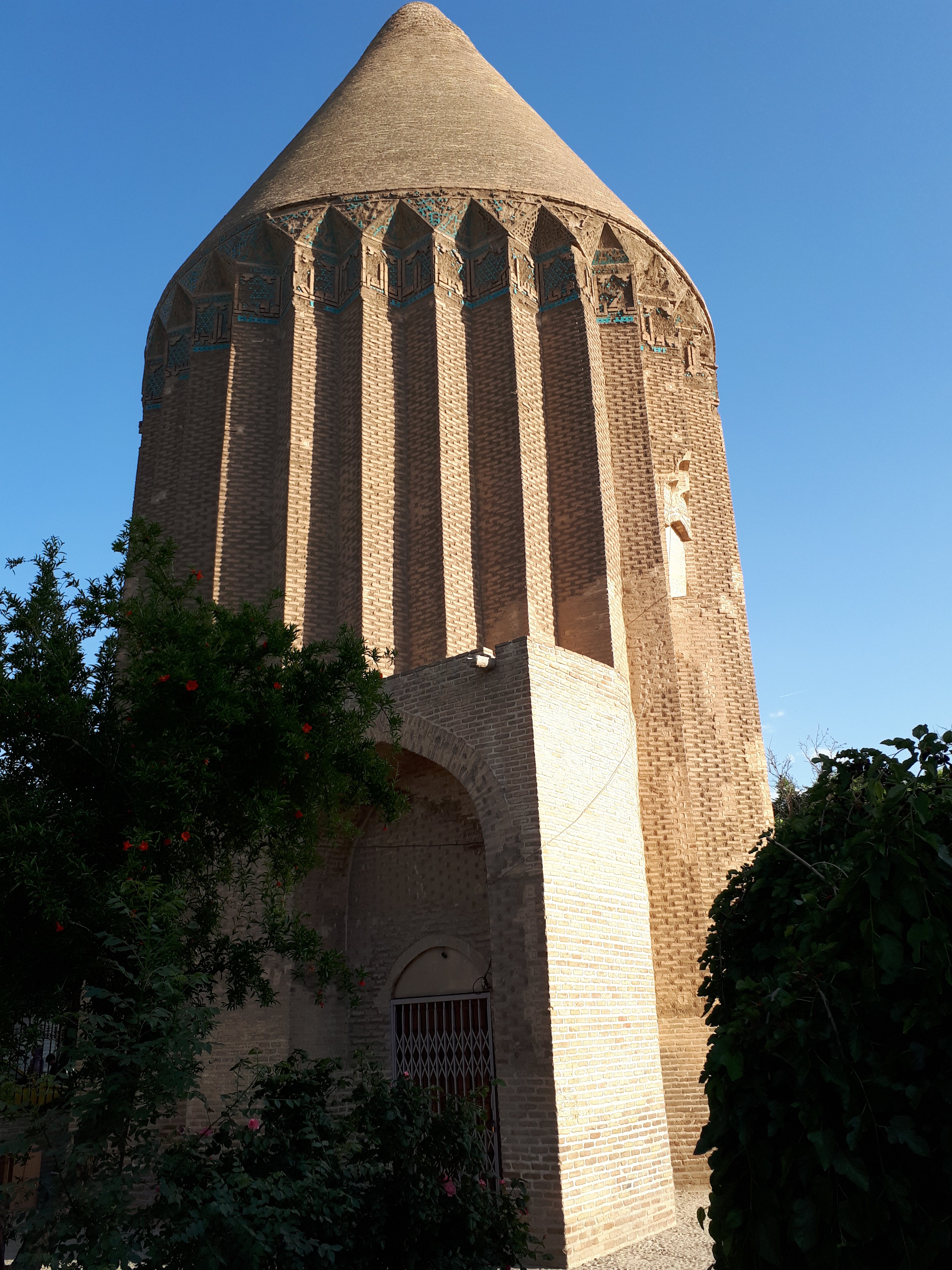
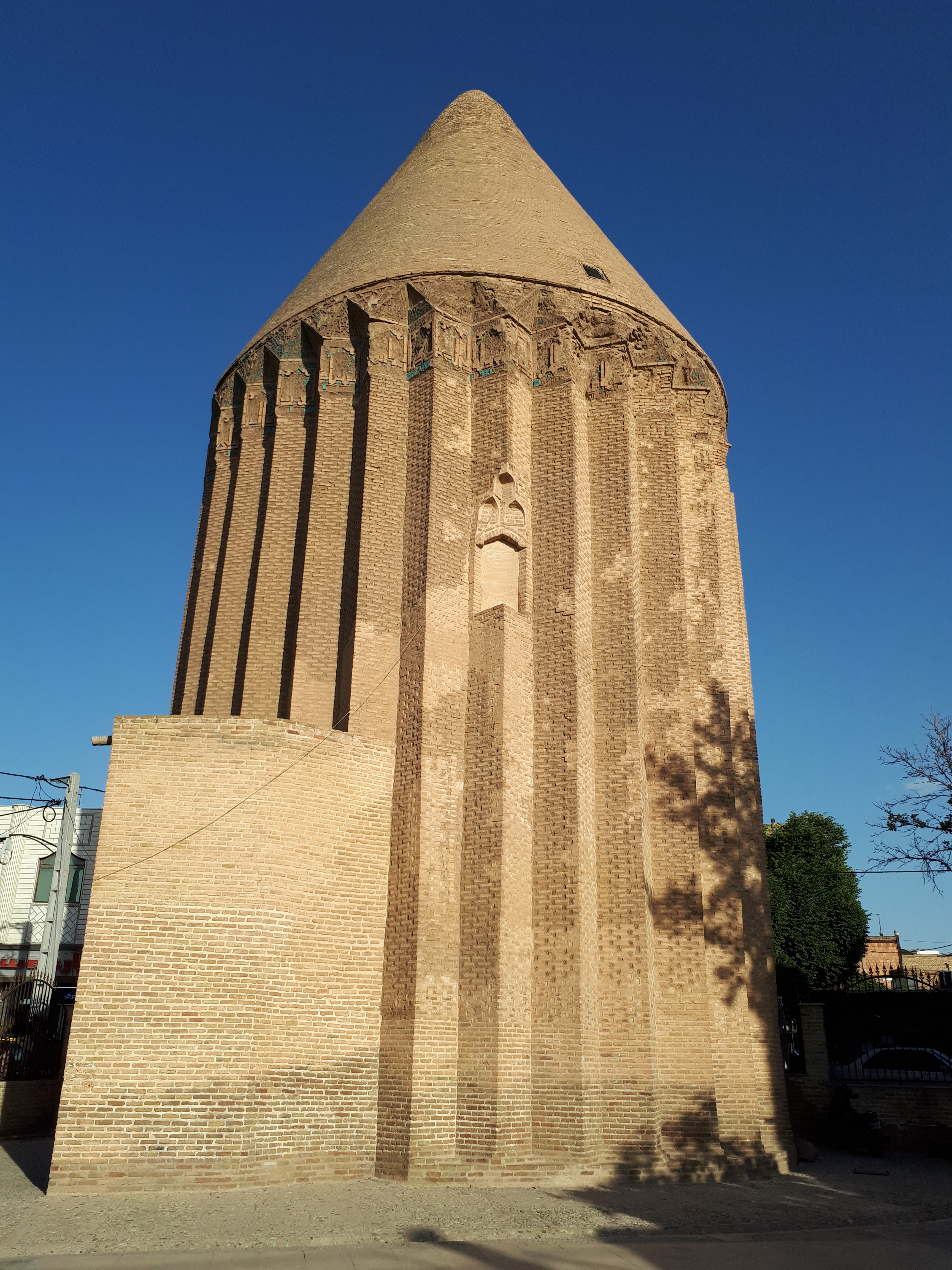
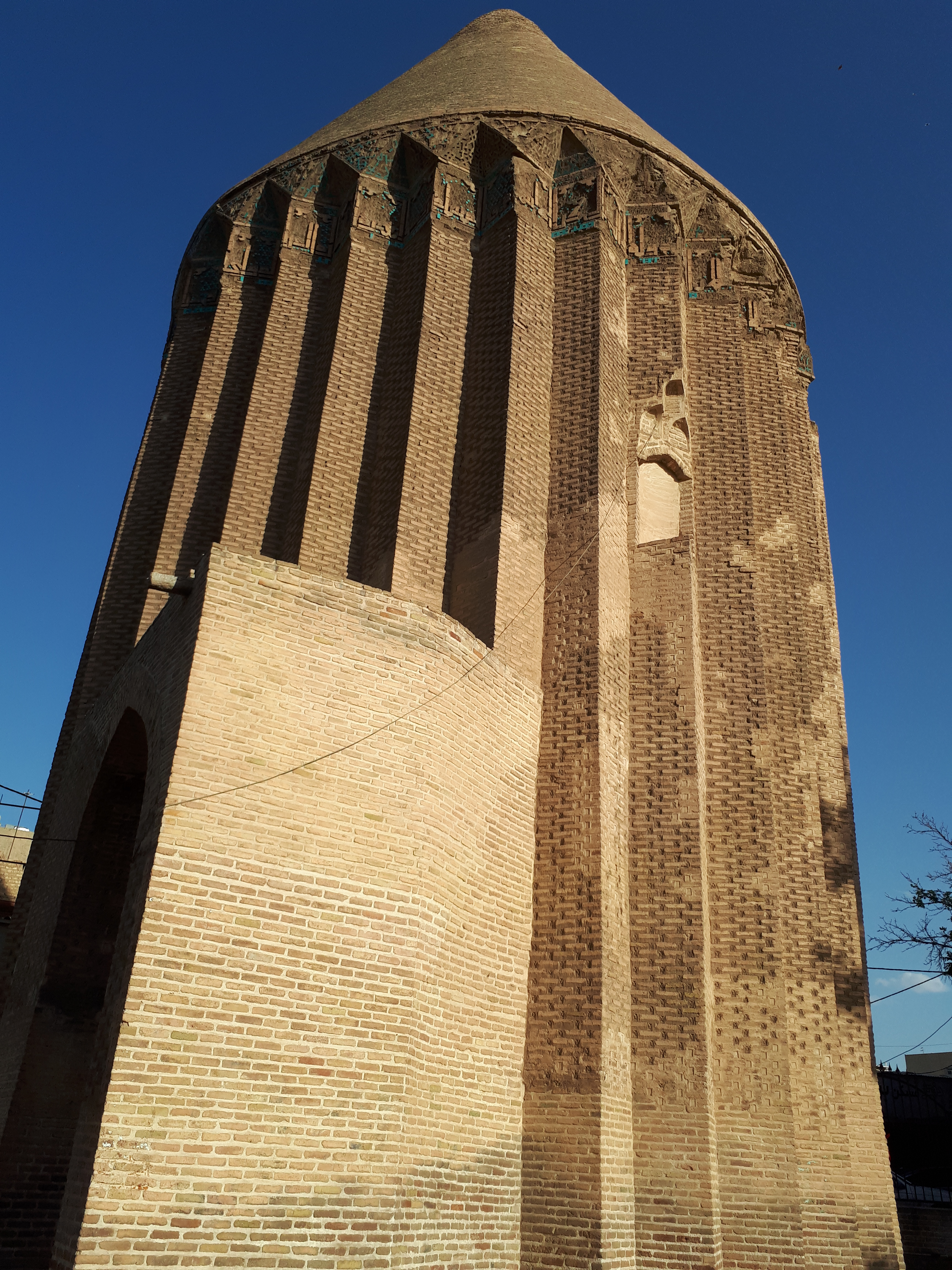
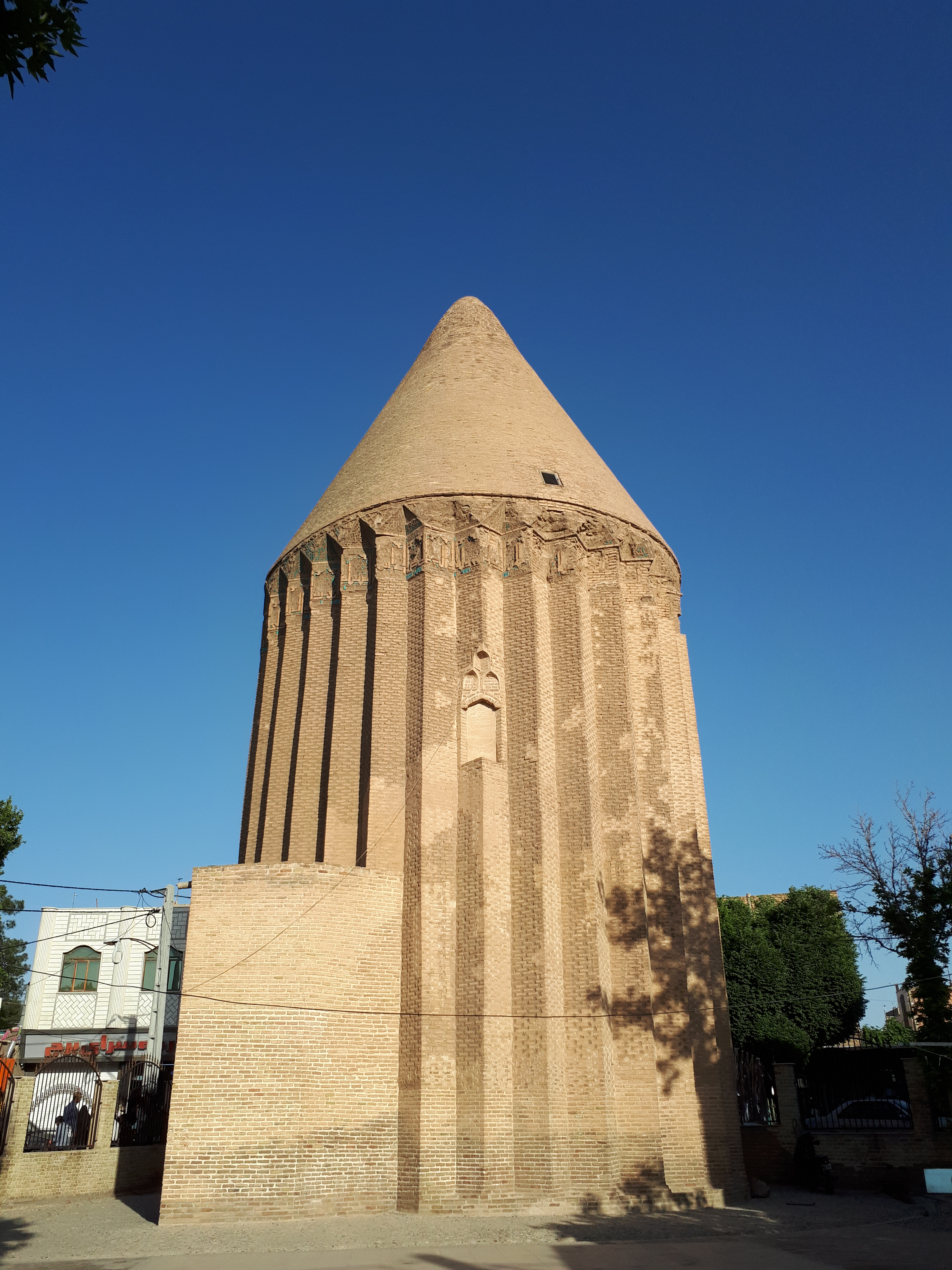
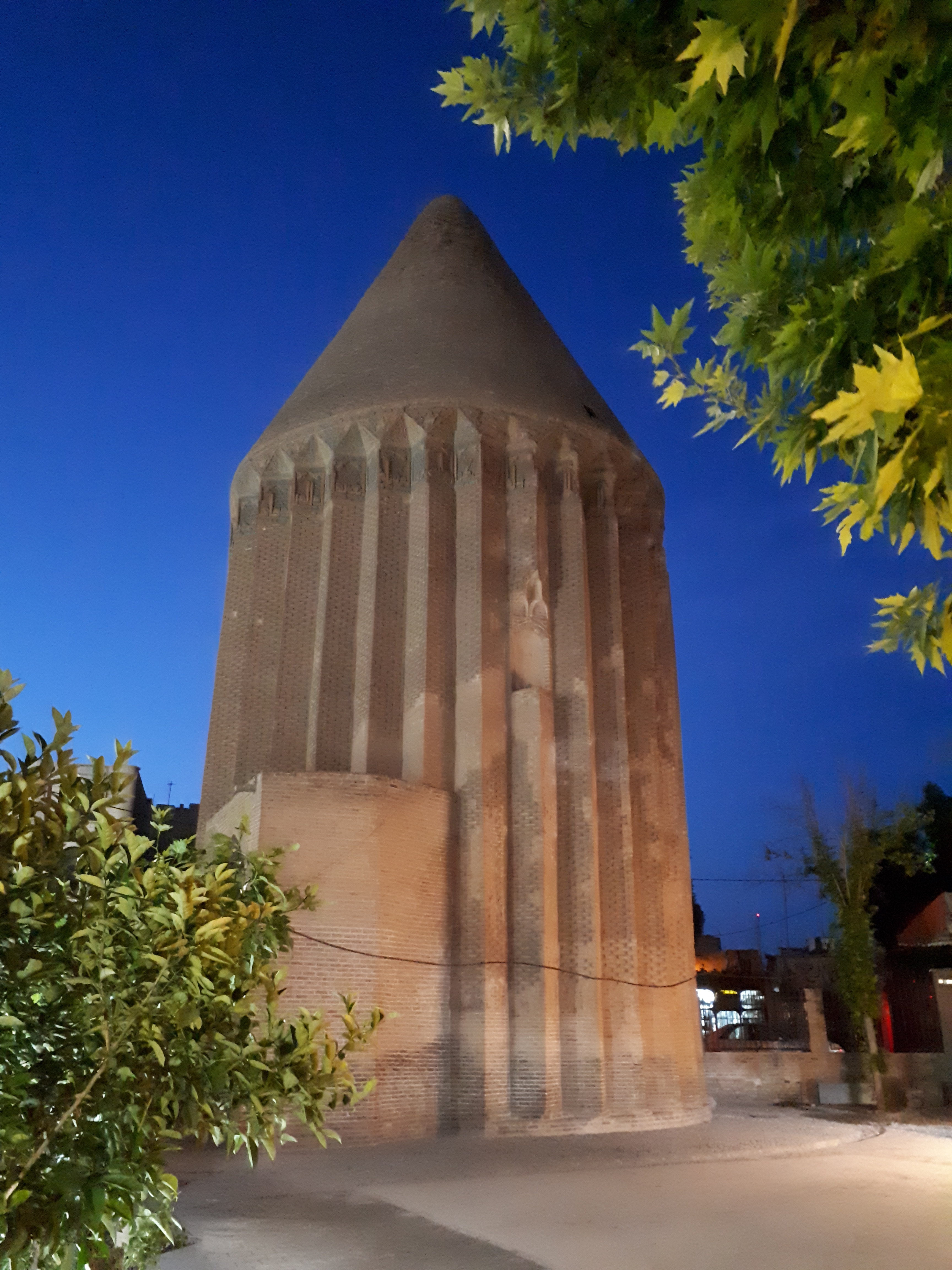